# Краснокутська селищна рада (Богодухівський район)
Красноку́тська се́лищна ра́да — адміністративно-територіальна одиниця та орган місцевого самоврядування у Богодухівському районі Харківської області. Адміністративний центр — селище Краснокутськ.

## Загальні відомості
- Краснокутська селищна рада утворена в 1917 році.
- Територія ради: 96,94 км² (станом на 2001 рік)
- Населення ради: 9 486 осіб (станом на 2001 рік)
- Територією ради протікає річка Мерла.

## Населені пункти
Селищній раді підпорядковані населені пункти:
- смт Краснокутськ
- село Березівка
- с. Бідило
- с. Благодатне
- с. Бузове
- с. В'язова
- с. Гаркавець
- с. Городнє
- с. Гринів Яр
- с. Зубівка
- с. Каплунівка
- с. Капранське
- с. Карайкозівка
- с. Качалівка
- с. Китченківка
- с. Княжа Долина
- с. Ковалівка
- с. Ковальчуківка
- с. Козіївка
- с. Коломацький Шлях
- с. Колонтаїв
- с. Комарівка
- с. Костянтинівка
- с. Котелевка
- с. Кусторівка
- с. Любівка
- с. Мирне
- с. Михайлівка
- с. Мойка
- с. Мурафа
- с. Настеньківка
- с. Одрада
- с. Олексіївка
- с. Олійники
- с. Основинці
- с. Павлюківка
- с. Пархомівка
- с. Петрівське, Прокопенкове
- с. Рандава
- с. Рябоконеве
- с. Сергіївка
- с. Ситники
- с. Слобідка
- с. Сонцедарівка
- с. Степанівка
- с. Ходунаївка
- с. Хутірське
- с. Чернещина
- с. Шевченкове
- селище Бузова
- селище Водяне
- селище Володимирівка
- селище Дублянка
- селище Кам'яно-Хутірське
- селище Ковалівське
- селище Лісне
- селище Лучки
- селище Михайлівське
- селище Оленівське
- селище Павлівка
- селище Пильнянка
- селище Прогрес
- селище Сорокове
- селище Степове (Костянтинівський старостинський округ)
- селище Степове (Пархомівський старостинський округ

## Склад ради
Рада складається з 25 депутатів та голови.
- Голова ради: Ірина Карабут (станом на 2021 рік)
- Секретар ради: Валентина Овчаренко (станом на 2021 рік)

### Керівний склад попередніх скликань
| Прізвище, ім'я, по батькові | Основні відомості                                                                                 | Дата обрання | Дата звільнення |
| --------------------------- | ------------------------------------------------------------------------------------------------- | ------------ | --------------- |
| Бондур Олексій Андрійович   | Селищний голова, 1955 року народження, освіта вища, член Всеукраїнського об'єднання «Батьківщина» | 26.03.2006   | 31.10.2010      |
| Бондур Олексій Андрійович   | Селищний голова, 1955 року народження, освіта вища, безпартійний                                  | 31.10.2010   |                 |

Примітка: таблиця складена за даними сайту Верховної Ради України

### Депутати
За результатами місцевих виборів 2010 року депутатами ради стали:

#### За суб'єктами висування
| Суб'єкт висування                                       | Кількість обраних депутатів | %    |
| ------------------------------------------------------- | --------------------------- | ---- |
| Партія регіонів                                         | 15                          | 50   |
| Самовисування                                           | 8                           | 26,7 |
| Політична партія Всеукраїнське об'єднання «Батьківщина» | 3                           | 10   |
| Політична партія «Сильна Україна»                       | 2                           | 6,7  |
| Аграрна партія України                                  | 1                           | 3,3  |
| Партія «Соціалістична Україна»                          | 1                           | 3,3  |

#### За округами
| № округу                                                | Прізвище, ім'я, по батькові      | Дата визнання обраним | Освіта             | Партійна приналежність                        | Відомості про обраного депутата                              |
| ------------------------------------------------------- | -------------------------------- | --------------------- | ------------------ | --------------------------------------------- | ------------------------------------------------------------ |
| Аграрна партія України                                  |                                  |                       |                    |                                               |                                                              |
| 5                                                       | Баско Валентина Іванівна         | 02.11.2010            | середня спеціальна | член Аграрної партії України                  | Краснокут. підпр. по птах.інкуб., директор                   |
| Партія регіонів                                         |                                  |                       |                    |                                               |                                                              |
| 2                                                       | Лісняк Станіслав Павлович        | 02.11.2010            | вища               | член Партії регіонів                          | Краснокутськ. ПАЛ, викладач                                  |
| 4                                                       | Карелов Геннадій Володимирович   | 02.11.2010            | вища               | член Партії регіонів                          | приватне підприємство                                        |
| 8                                                       | Колісник Віктор Олексійович      | 02.11.2010            | вища               | член Партії регіонів                          | Краснокутська ЦРЛ, завгосп                                   |
| 11                                                      | Панчішна Інна Вікторівна         | 02.11.2010            | вища               | член Партії регіонів                          | приватне підприємство                                        |
| 12                                                      | Колпаков Сергій Іванович         | 02.11.2010            | вища               | член Партії регіонів                          | приватне підприємство                                        |
| 13                                                      | Яременко Володимир Володимирович | 02.11.2010            | вища               | член Партії регіонів                          |                                                              |
| 14                                                      | Овсянік Василь Миколайович       | 02.11.2010            | середня            | член Партії регіонів                          | КП "Джерело", охоронець                                      |
| 16                                                      | Шевченко-Торяник Лілія Іванівна  | 02.11.2010            | вища               | член Партії регіонів                          | приватне підприємство                                        |
| 17                                                      | Буцька Галина Григорівна         | 02.11.2010            | середня спеціальна | член Партії регіонів                          | КраснокутськаЦРЛ, мелсестра                                  |
| 19                                                      | Олефіренко Ігор Іванович         | 02.11.2010            | вища               | член Партії регіонів                          | Охтирське НГД, оператор                                      |
| 20                                                      | Пекарський Олексій Іванович      | 02.11.2010            | вища               | член Партії регіонів                          | пенсіонер                                                    |
| 22                                                      | Сич Анатолій Іванович            | 02.11.2010            | вища               | член Партії регіонів                          | Краснокутська районна адміністрація, заступник голови        |
| 23                                                      | Бондаренко Ганна Петрівна        | 02.11.2010            | середня спеціальна | член Партії регіонів                          | пенсіонер                                                    |
| 27                                                      | Лиска Володимир Михайлович       | 02.11.2010            | вища               | член Партії регіонів                          | КП Краснокут БТІ, нач.відді-лу                               |
| 29                                                      | Гришко Людмила Борисівна         | 02.11.2010            | середня спеціальна | член Партії регіонів                          | приватне підприємство                                        |
| Партія "Соціалістична Україна"                          |                                  |                       |                    |                                               |                                                              |
| 21                                                      | Кабашна Наталія Миколаївна       | 02.11.2010            | вища               | член Партії "Соціалістична Україна"           | Краснокутська рай СЕС, лікар ентомолог                       |
| Політична партія Всеукраїнське об’єднання "Батьківщина" |                                  |                       |                    |                                               |                                                              |
| 1                                                       | Ткаченко Тетяна Юріївна          | 02.11.2010            | вища               | позапартійна                                  | Відділ. освіти, вчит. логопед                                |
| 26                                                      | Качайло Микола Іванович          | 02.11.2010            | вища               | член Всеукраїнського об’єднання "Батьківщина" | райавтодор, головний механік                                 |
| 30                                                      | Базилевич Анатолій Костянтинович | 02.11.2010            | середня            | член Всеукраїнського об’єднання "Батьківщина" | приватне підприємство                                        |
| Політична партія "Сильна Україна"                       |                                  |                       |                    |                                               |                                                              |
| 6                                                       | Корба Роман Вікторович           | 15.11.2010            | вища               | член Політичної партії "Сильна Україна"       | СТКТСОУ, директор                                            |
| 7                                                       | Іменинник Микола Михайлович      | 02.11.2010            | середня            | член Політичної партії "Сильна Україна"       | пенсіонер                                                    |
| Самовисування                                           |                                  |                       |                    |                                               |                                                              |
| 3                                                       | Гузенко Олександр Миколайович    | 02.11.2010            | вища               | позапартійний                                 | управління праці та соціального захисту населення, начальник |
| 9                                                       | Кузуб Юрій Григорович            | 02.11.2010            | вища               | позапартійний                                 | Краснокутська РДА, головн.спец.                              |
| 10                                                      | Павлуненко Олексій Іванович      | 02.11.2010            | вища               | позапартійний                                 | селищна рада, секретар ради                                  |
| 15                                                      | Прокопенко Ніна Олексіївна       | 02.11.2010            | середня спеціальна | позапартійна                                  | селищна рада, секретар                                       |
| 18                                                      | Воробйова Леся Василівна         | 02.11.2010            | середня спеціальна | позапартійна                                  | селищна рада, оператор комп’ютерного набору                  |
| 24                                                      | Бугай Олена Леонідівна           | 02.11.2010            | середня спеціальна | позапартійна                                  | Краснокутська ЦРЛ                                            |
| 25                                                      | Кочерга Ніна Валентинівна        | 02.11.2010            | вища               | позапартійна                                  | ДНЗ №3, завідувачка                                          |
| 28                                                      | Фільова Наталія Дмитрівна        | 02.11.2010            | вища               | позапартійна                                  | юрконсульт, адвокат                                          |